# Trimulić Veliki
Koordinati:   43°54′23″N, 15°15′04″E
Trimulić Veliki je majhen nenaseljen otoček v Jadranskem morju. Pripada Hrvaški.
Otoček leži okoli 2 km severozahodno od otoka Žut, med otočkoma Glavoč in Skalo Veliko. Površina otočka meri 0,018 km². Dolžina obalnega pasu je 0,5 km. Najvišja točka otočka je visoka 15 mnm.